# تاپیو نورملا
تاپیو نورملا (فنلاندی: Tapio Nurmela؛ زادهٔ ۲ ژانویهٔ ۱۹۷۵) اسکی‌باز نوردیک اهل فنلاند بود.